# 大渡口区
大渡口区是重庆市的一个市辖区，地处重庆市主城区西南部，是重庆都市圈的重要组成部分，是重庆市中心城区十二个组团之一。大渡口区滨临长江，气候温和，地势平坦，资源丰富，与九龙坡区、高新技术开发区、沙坪坝区相邻，与南岸区、巴南区隔长江相望。大渡口区是重庆重要冶金、建材工业基地和物资配送基地，区内曾经是全国大型钢铁企业-重庆钢铁集团公司-的所在地。

## 历史
大渡口的名字为清末时期一长江边义渡(即免费为人摆渡)而来。直到至民国时期一直属于巴县辖地，抗战爆发后1938年汉阳钢铁厂、汉冶萍铁厂、上海钢铁厂迁入大渡口成立二十九兵工厂。1952年划归九龙坡区。1965年4月2日，将九龙坡区管辖的九宫庙、新山村、跃进村3个街道办事处的区域划出，设置重庆市大渡口工业区，驻地新山村。1995年重庆市行政区划调整，全区面积由7.46平方千米扩大到103平方千米，划入九龙坡区的八桥镇、建胜镇、茄子溪街道、巴南区的跳磴镇。

## 行政区划
大渡口区下辖5个街道办事处、3个镇：
新山村街道、跃进村街道、九宫庙街道、茄子溪街道、春晖路街道、八桥镇、建胜镇和跳磴镇。

## 全国重点文物保护单位
- 重慶抗戰兵器工業舊址群（鋼鐵廠遷建委員會生產車間舊址）

## 经济
- 区内生产总值：50.5亿元（2003年）。
- 财政收入实现：2.65亿元（2003年）。
- 城市居民人均可支配收入8031元(2003年)，农村居民人均纯收入3382元(2003年)。

## 公共交通

### 公交线路
224 陶瓷市场-朝天门
225　茄子溪-大坪
239　陶瓷市场-白鹤岭
806　九宫庙-重大
818　陶瓷市场-花卉园
207　月光小区-菜园坝
232　百花村-牛角沱
226　月光小区-直港大道
258　秋实小区-石桥铺
473　秋实小区-毛线沟
807　九宫庙-九坑子
235　茄子溪-九宫庙
235　金色世纪-马王乡-金色世纪（环线）
252　陶瓷市场-南坪六院
 229　西站-杨家坪
 259　小南海水泥厂-大渡口步行街
 472晋愉绿岛-火车北站
区内还有多条小巴士线路

### 轨道交通
重庆轨道交通二号线：新山村-较场口（于2006年6月28日开始运行）